# Площадь Баварина
Площадь Баварина — элемент городской инфраструктуры Барнаула. Находится в начале проспекта Ленина у речного порта на Оби, ограничена рекой Барнаулкой и улицей Максима Горького. От площади начинается улица Мамонтова.

## История
Названа в память первого секретаря Барнаульского горкома КПСС (1986—1991), затем — первого мэра Барнаула (1991—2003) Владимира Баварина (1939—2003), трагически погибшего в автокатастрофе 22 февраля 2003. Ранее эта территория была безымянной. Торжественно открыта 6 сентября 2003 года.
Во время церемонии открытия площади на ней было освящено место для строительства часовни Святого равноапостольного князя Владимира. 27 июля 2004 года часовня была торжественно открыта и освящена.
Прилегающая к площади территория была перепланирована в 1980-е годы при строительстве Речного вокзала и моста через Обь и автомобильной развязки к нему. Тогда были укорочены улицы Большая и Малая Олонские, Мамонтова, срыты Косой взвоз (дорога на гору), Большая и Малая Змеевские улицы.

## Достопримечательности
д. 1а — Часовня князя Владимира
д. 8 — Речной вокзал